# Калюменін
Калуменін (англ. Calumenin) – білок, який кодується геном CALU, розташованим у людей на короткому плечі 7-ї хромосоми. Довжина поліпептидного ланцюга білка становить 315 амінокислот, а молекулярна маса — 37 107.
| 10         |  | 20         |  | 30         |  | 40         |  | 50         |
| ---------- |  | ---------- |  | ---------- |  | ---------- |  | ---------- |
| MDLRQFLMCL |  | SLCTAFALSK |  | PTEKKDRVHH |  | EPQLSDKVHN |  | DAQSFDYDHD |
| AFLGAEEAKT |  | FDQLTPEESK |  | ERLGKIVSKI |  | DGDKDGFVTV |  | DELKDWIKFA |
| QKRWIYEDVE |  | RQWKGHDLNE |  | DGLVSWEEYK |  | NATYGYVLDD |  | PDPDDGFNYK |
| QMMVRDERRF |  | KMADKDGDLI |  | ATKEEFTAFL |  | HPEEYDYMKD |  | IVVQETMEDI |
| DKNADGFIDL |  | EEYIGDMYSH |  | DGNTDEPEWV |  | KTEREQFVEF |  | RDKNRDGKMD |
| KEETKDWILP |  | SDYDHAEAEA |  | RHLVYESDQN |  | KDGKLTKEEI |  | VDKYDLFVGS |
| QATDFGEALV |  | RHDEF      |  |            |  |            |  |            |

A: Аланін

C: Цистеїн

D: Аспарагінова кислота

E: Глутамінова кислота

F: Фенілаланін

G: Гліцин

H: Гістидин

I: Ізолейцин

K: Лізин

L: Лейцин

M: Метіонін

N: Аспарагін

P: Пролін

Q: Глутамін

R: Аргінін

S: Серин

T: Треонін

V: Валін

W: Триптофан

Білок має сайт для зв'язування з іонами металів, іоном кальцію. 
Локалізований у мембрані, ендоплазматичному ретикулумі, саркоплазматичному ретикулумі, апараті гольджі.
Також секретований назовні.